# Agalenocosa chacoensis
Agalenocosa chacoensis är en spindelart som först beskrevs av Cândido Firmino de Mello-Leitão 1942. 
Agalenocosa chacoensis ingår i släktet Agalenocosa och familjen vargspindlar. Inga underarter finns listade i Catalogue of Life.